# El circo (Georges Pierre Seurat)
El circo (en francés: Le Cirque pronunciado /lə siʁk/), es un cuadro del pintor francés Georges Pierre Seurat. Está realizado en óleo sobre lienzo. Mide 180 cm de alto y 148 cm de ancho. Fue pintado en 1891. Se encuentra en el Museo de Orsay, París, Francia. 
Seurat representa el circo, con su atmósfera festiva.

Este cuadro trata el tema del circo, frecuentado en esos mismos años 1880 por otros autores como Renoir, Degas y Toulouse-Lautrec. Seurat lo trata con la técnica puntillista, en un cuadro en el que predomina el color amarillo. Seurat redujo su paleta a cuatro colores principales, con sus tonos intermedios, en estado puro; predominan el amarillo y el violeta, complementarios. Usaba esos colores en estado puro, mediante pequeños toques yuxtapuestos que se fundían en la retina del espectador. 
Es la última obra de Seurat, empezado un año antes de morir de difteria. Realizó numerosos bocetos para esta obra y la dejó incompleta. Fue adquirido por Paul Signac que luego la revendió al coleccionista estadounidense John Quinn, con la promesa de dejarlo al Museo del Louvre. 
La obra fue expuesta, aunque no estuviera terminada, en el séptimo Salón de los independientes, y durante el tiempo de la exposición murió Seurat.